# Acropora selago
Acropora selago е вид корал от семейство Acroporidae. Възникнал е преди около 0,13 млн. години по времето на периода кватернер. Видът е почти застрашен от изчезване.

## Разпространение и местообитание
Разпространен е в Австралия, Американска Самоа, Бахрейн, Британска индоокеанска територия, Вануату, Виетнам, Джибути, Египет, Еритрея, Йемен, Израел, Индия, Индонезия, Йордания, Иран, Камбоджа, Катар, Кирибати, Мавриций, Малайзия, Малдиви, Малки далечни острови на САЩ, Маршалови острови, Мианмар, Микронезия, Науру, Нова Каледония, Обединени арабски емирства, Оман, Палау, Папуа Нова Гвинея, Провинции в КНР, Реюнион, Самоа, Саудитска Арабия, Сингапур, Соломонови острови, Сомалия, Судан, Тайван, Тайланд, Токелау, Тонга, Тувалу, Уолис и Футуна, Фиджи, Филипини, Шри Ланка и Япония.
Среща се на дълбочина от 1 до 16 m, при температура на водата от 22,2 до 26,6 °C и соленост 35,1 – 35,5 ‰.

## Описание
Популацията на вида е намаляваща.